# Der Unterhändler
Der Unterhändler ist ein Roman von Frederick Forsyth aus dem Jahr 1989.

## Handlung
Im November 1989 lesen unabhängig voneinander der sowjetische Armee-General Ivan K. Koslov und der amerikanische Öl-Industrielle Cyrus V. Miller von Untergebenen geschriebene Berichte mit Zukunftsprognosen über die weltweiten Ölreserven. Beide Berichte haben die gleiche Schlussfolgerung: Die Supermächte werden in absehbarer Zeit auf teure Importe aus dem Nahen Osten angewiesen sein. Sowohl Koslov als auch Miller wollen dieses Problem militärisch lösen. Miller bereitet mit dem Nahost-Experten Colonel Easterhouse die amerikanische Annexion der saudischen Erdölfelder vor, der brutale ehemalige CIA-Agent Irving Moss soll dafür die entsprechende politische Stimmung in Amerika schaffen.
Zeitgleich kommt es weltpolitisch zu einer Entspannung im Kalten Krieg. Der amerikanische Präsident John Cormack und der russische Präsident Michail Gorbatschow besuchen sich gegenseitig in ihren Heimatländern und handeln einen umfassenden Abrüstungsvertrag aus, um das gesparte Geld für die wirtschaftlichen Probleme ihrer Länder zu verwenden.
Unter der Leitung von Moss wird in Großbritannien Simon Cormack, der Sohn des amerikanischen Präsidenten, gekidnappt, der dort in Oxford studiert. Sofort laufen die Nachforschungen der englischen Polizei auf Hochtouren, doch die Entführer können so schnell nicht gefunden werden und die Behörden stellen sich auf Verhandlungen mit den Kidnappern ein. Auf Wunsch der Amerikaner kann schließlich für die Verhandlungen der unkonventionelle Unterhändler Quinn engagiert werden. Er hatte sich eigentlich nach einer missglückten Geiselfreilassung zur Ruhe gesetzt. Die Entführer melden sich wirklich telefonisch, und während des langwierigen Verhandlungsprozesses mit Zack, dem Anführer der Kidnapper, wird Quinn durch die FBI-Agentin Sam Somerville und den CIA-Agenten Duncan McCrea unterstützt. Kurz bevor die Kidnapper Simon gegen Diamanten austauschen wollen, taucht Quinn unter, um die Übergabe nicht durch Beschatter der westlichen Geheimdienste zu gefährden. Die Entführer nehmen Quinn mit in ihr Versteck, um zunächst die Diamanten auf Echtheit zu überprüfen, und lassen ihn dann wieder frei. Kurz darauf wird auch Simon unversehrt freigelassen, aber dann von einer versteckten Bombe in seinem Gürtel getötet, bevor ihn die Polizei erreicht. Bei der Obduktion der Leiche wird ein kleiner sowjetischer Spezialzünder gefunden, und der Verdacht der Drahtzieherschaft fällt auf die Sowjetunion. Dadurch soll in Amerika eine antisowjetische Stimmung gefördert werden. Präsident Cormack verkraftet den Tod seines einzigen Sohnes nur sehr schwer und wird voraussichtlich vor Ende der Amtszeit von einem außenpolitisch aggressiveren Nachfolger abgelöst werden – der Abrüstungsvertrag scheint nicht mehr haltbar.
Wegen Quinns plötzlichem Verschwinden vor der Freilassung misstrauen ihm die Behörden, können ihm aber nichts nachweisen und lassen ihn schließlich auf Drängen von Sam Somerville frei. Beide erhalten die Erlaubnis, unabhängig von der Polizei in Europa nach den Entführern zu suchen. Eine Tätowierung der Kidnapper, die Quinn sehen konnte, führt ihn auf die Spur von ehemaligen Afrika-Söldnern. Quinn und Somerville stellen Nachforschungen an und schließlich finden sie den ersten Kidnapper in einem Vergnügungspark in Südbelgien, aber kurz vor ihrer Ankunft ist dieser erschossen worden. Wenig später finden sie den zweiten Täter in den Niederlanden in seiner eigenen Kneipe, auch erschossen. Daraufhin verliert sich die Spur, doch dann meldet sich Zack und möchte Kontakt aufnehmen. Sie treffen sich in einer Pariser Bar, wo Zack erzählt, dass nicht die Entführer Simon getötet hätten und dass er den Auftrag zur Entführung von einem Amerikaner bekommen habe. Der vierte und letzte Kriminelle sei ein Korse mit Namen Orsini gewesen. Quinn glaubt ihm, beim Verlassen der Bar werden sie beschossen und Zack stirbt im Kugelhagel. Quinn schickt Sam nach Spanien in Sicherheit und macht sich selber nach Korsika auf. In einem Bergdorf kann er Orsini ausfindig machen, wird aber von ihm angegriffen. Nach einem Duell in der umliegenden Gebirgslandschaft kann Quinn den Korsen tödlich verwunden, erhält aber keine neuen Informationen von ihm. Somit ist die Spur kalt, der letzte Entführer tot und es gibt keinen Hinweis auf die eigentlichen Hintermänner.
Quinn sagt Sam, dass alles zu Ende sei, und kehrt nach London zurück. Dort wird er vom KGB entführt und befragt. Sie statten ihn mit einer kanadischen Identität aus, damit er in Amerika doch noch die Hintermänner finden kann und somit beweist, dass trotz des sowjetischen Zünders nicht die Sowjetunion hinter der Entführung steckt. Durch einen fingierten Brief an die Regierung der Vereinigten Staaten lockt er Moss aus einem Versteck, der ihn fast töten kann. Dabei stellt sich heraus, dass auch Duncan McCrea für Moss gearbeitet hat und bei Simons Freilassung die Bombe im Gürtel ferngezündet hat. Quinn gibt sich als Moss aus und verlangt ein Treffen mit dem Auftraggeber von Moss. Es ist der amerikanische Finanzminister Hubert Reed, der durch das Abrüstungsabkommen Angst um seine Fonds in der Rüstungsindustrie hat. Er stirbt, als seine Limousine in den Potomac stürzt. Hinweise deuten darauf, dass Quinn in den Unfall verwickelt war.
Gleichzeitig werden Miller und andere unterstützende Großindustrielle verhaftet. In Saudi-Arabien fliegt der Umsturzversuch unter Colonel Easterhouse auf und in Russland wird General Koslov verhaftet. Er hatte den Spezialzünder geliefert.
Quinn und Sam Somerville hatten schon während der Verhandlungen in London eine mehr als berufliche Beziehung, nun begleitet sie ihn zurück auf sein Weingut in Spanien, um ihn dort zu heiraten.